# La triste cena
La triste cena (The Dismal Dinner) es un miniserie de Una serie de catastróficas desdichas, situada antes de Un mal principio. Esta se divide en cuatro partes dentro de la serie y fue presentada el 2004 junto con comida un poco antes del estreno de la película Una serie de catastróficas desdichas (Lemony Snicket's a Series of Unfortunate Events).
La miniserie describe parte de la última fiesta que el Sr. y la Sra. Baudelaire celebraron antes de su muerte.
- La parte uno describe como Violet inventa un aparato para calmar el dolor de dientes que siente su hermana.

- La parte dos describe como Klaus correctamente diagnosticó el problema de los dientes de su hermana.

- La parte tres describe como Sunny se inquietó, gritando «¡Funcoot!» después de ver a una persona espiando en la fiesta. (Nota: Al Funcoot, el cual escribió la obra de teatro La boda Maravillosa que aparece en un mal principio, es un anagrama en inglés de «Count Olaf» Conde Olaf.)

- La parte cuatro es un sumario de la historia.

Cada entrega de La triste cena incluye tres cartas de un mensaje en código, las cuales, cuando se ponen en orden, deletrean «OLAF ESTUVO AHI.» El individuo que espiaba en la fiesta se sospecha que fue el Conde Olaf, pero la descripción narrativa del personaje también aplica en uno de los socios de Olaf, el hombre calvo. También, dos individuos están disfrazados como postres y descritos como «inusualmente deliciosos.» Se desconocen sus identidades.
De acuerdo a la historia, un azucarero estuvo presente en la fiesta, pero no se sabe si era el mismo azucarero que aparece en los otros libros de la serie principal.